# ノースラスベガス (ネバダ州)
ノースラスベガス（英:North Las Vegas, Nevada）は、アメリカ合衆国ネバダ州のクラーク郡にある都市。ラスベガスの北東に位置している。人口は約26万人（2020年）。近くにネリス空軍基地があることで良く知られている。
1919年に入植が始まった比較的新しい町である。1932年、法人化により自治体となり、1946年5月16日に市に昇格した。ラスベガスには風俗・カジノ産業があり「シン・シティ」の悪名を轟かせていたため、それを避けて移り住んだ人々が少なくないという。

## 地理

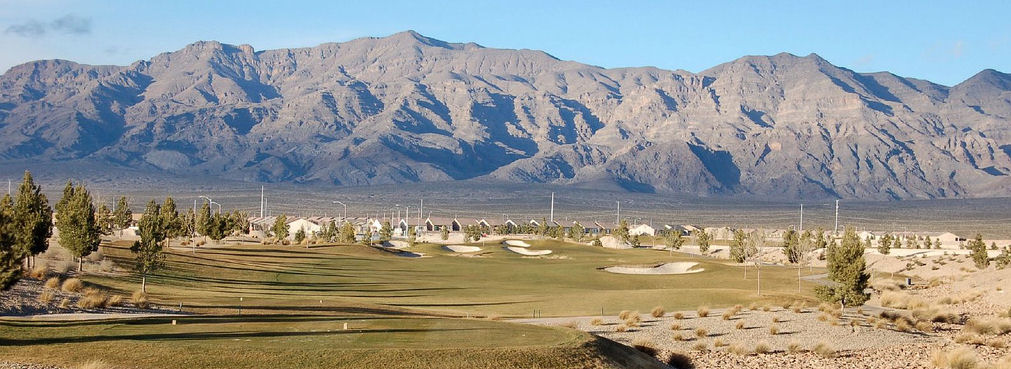
ノースラスベガスを取り囲む山並み（2007年）

ラスベガスの北東、未編入CDPサンライズマナー町の北にあたる。モハーヴェ砂漠の中にあるため灌漑設備がないと植物は枯れてしまう。公園やゴルフ場には必ずスプリンクラーが装備されている。
アメリカ合衆国国勢調査局に拠れば、市域全面積は78.5平方マイル (203.3 km2)であり、すべて陸地である。

## 人口動態
ノースラスベガスの人口は2009年推計で224,387人であり、2000年国勢調査と比較すると、9年間で2倍近くになっている。これはラスベガス都市圏の急成長を反映している。ネバダ州ではラスベガス、ヘンダーソン, そしてリノ。 に続いて4番目に大きな都市となっている。
以下は2000年の国勢調査による人口統計データである。
基礎データ
- 人口: 115,488人
- 世帯数: 34,018世帯
- 家族数: 27,112家族
- 人口密度: 568.0人/km2（1,471.0人/mi2）
- 住居数: 36,600軒
- 住居密度: 180.0軒/km2（466.2/mi2）

人種別人口構成
- 白人: 55.93%
- アフリカン・アメリカン: 19.02%
- ネイティブ・アメリカン: 0.82%
- アジア人:3.24%
- 太平洋諸島系: 0.53%
- その他の人種: 15.78%
- 混血: 4.68%
- ヒスパニック・ラテン系: 37.61%

年齢別人口構成
- 18歳未満: 33.9%
- 18-24歳: 9.6%
- 25-44歳: 34.3%
- 45-64歳: 16.4%
- 65歳以上: 5.8%
- 年齢の中央値: 32歳
- 性比（女性100人あたり男性の人口）
  - 総人口: 104.3
  - 18歳以上: 103.1

## 交通
公式には「スカイ・ヘイブン空港」と呼ばれるノースラスベガス空港は1941年12月7日に開港された。地域航路と遊覧飛行を運営するビジョン航空がここを中継点にしている。都市圏全体の国際および国内線はノースラスベガスとラスベガスの南にあるマッカラン国際空港で扱われている。
シティズンズ・エリア・トランシットが、ラスベガス都市圏に共通する市内のバスを運行している。
ノースラスベガスを通る主要道路としては州間高速道路15号線とラスベガス・ベルトウェイCC-215号線がある。

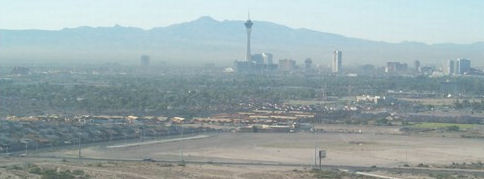
ノースラスベガスからラスベガスを臨む